# STX AH 12 CD
Die Ankerziehschlepper des Typs STX AH 12 CD der norwegischen Werft STX Norway Offshore (heute: VARD AS) in Langsten verfügten zur Zeit ihrer Indienststellung über den weltweit höchsten Pfahlzug.

## Einzelheiten
Der Schiffsentwurf ist als AHTS mit vorne angeordnetem Deckshaus und langem achteren Arbeitsdeck ausgelegt. Im hinteren Teil des Aufbaus sind insgesamt fünf Rolls-Royce-Brattvaag-Winden untergebracht, zwei Ankerziehwinden, eine kombinierte Ankerzieh- und Schleppwinde und zwei Hilfswinden. Darüber hinaus ist der Arbeitsbereich mit einem hydraulischen Ankerbergerahmen, mehreren Kränen und anderen Gerätschaften ausgestattet.
Die Maschinenanlage der Schiffe kann dieselmechanisch und dieselelektrisch betrieben werden. Die Hauptmotoren sind zwei Wärtsilä-Dieselmotoren des Typs 16v32/8 mit einer Leistung von jeweils 7680 kW. Sie können über ein Reduziergetriebe auf die Wellen der beiden Verstellpropeller gekuppelt werden. Jedes der Reduziergetriebe verfügt über kuppelbare Wellengeneratoren und kuppelbare Eingangswellen für einen elektrischen Zusatzmotor. Fünf Caterpillar-3516C-Hilfsdiesel mit jeweils 2200 kW können somit zum Antrieb zugeschaltet werden. Für Manöver und das Dynamische Positionierungssystem stehen zusätzlich vorne zwei und hinten ein Querstrahlruder sowie an beiden Enden je ein einziehbarer Pod-Antrieb zur Verfügung. Die Gesamtantriebsleistung des Systems von 26.361 kW ermöglicht eine Geschwindigkeit vom maximal 18 Knoten und einen Pfahlzug von rund 390 beziehungsweise 397 Tonnen.

## Einheiten
| STX AH 12 CD                 | STX AH 12 CD | STX AH 12 CD | STX AH 12 CD | STX AH 12 CD               | STX AH 12 CD               |
| Bauname                      | Baunummer    | IMO-Nummer   | Ablieferung  | Auftraggeber               | Spätere Namen und Verbleib |
| ---------------------------- | ------------ | ------------ | ------------ | -------------------------- | -------------------------- |
| KL Sandefjord                | 731          | 9470466      | 2011         | „K“ Line Offshore, Arendal | 2022 Aurora Sandefjord     |
| KL Saltfjord                 | 732          | 9470478      | 2011         | „K“ Line Offshore, Arendal | 2022 Aurora Saltfjord      |
| Daten: Equasis, grosstonnage |              |              |              |                            |                            |